# آرا پاپیان
آرا آرتوشی پاپیان (ارمنی: Արա Արտուշի Պապյան؛ زادهٔ ۶ ژوئن ۱۹۶۱) یک وکیل، تاریخ‌نگار و دیپلمات اهل ارمنستان است.
وی بین سال‌های ۲۰۰۰ تا ۲۰۰۶ میلادی سفیر ارمنستان در کانادا بود. پاپیان هم‌اکنون ریاست مرکز علوم اجتماعی "Modus Vivendi" را برعهده دارد.

## زندگی خصوصی
وی در ۶ ژوئن ۱۹۶۱ در ایروان به دنیا آمد و از دانشگاه دولتی ایروان فارغ‌التحصیل گشت. پاپیان آشنایی کامل به زبان‌های ارمنی، روسی، انگلیسی، فارسی و یونانی دارد. وی متأهل است و صاحب دو پسر به نام‌های نارک و تارون است.

## نگارخانه

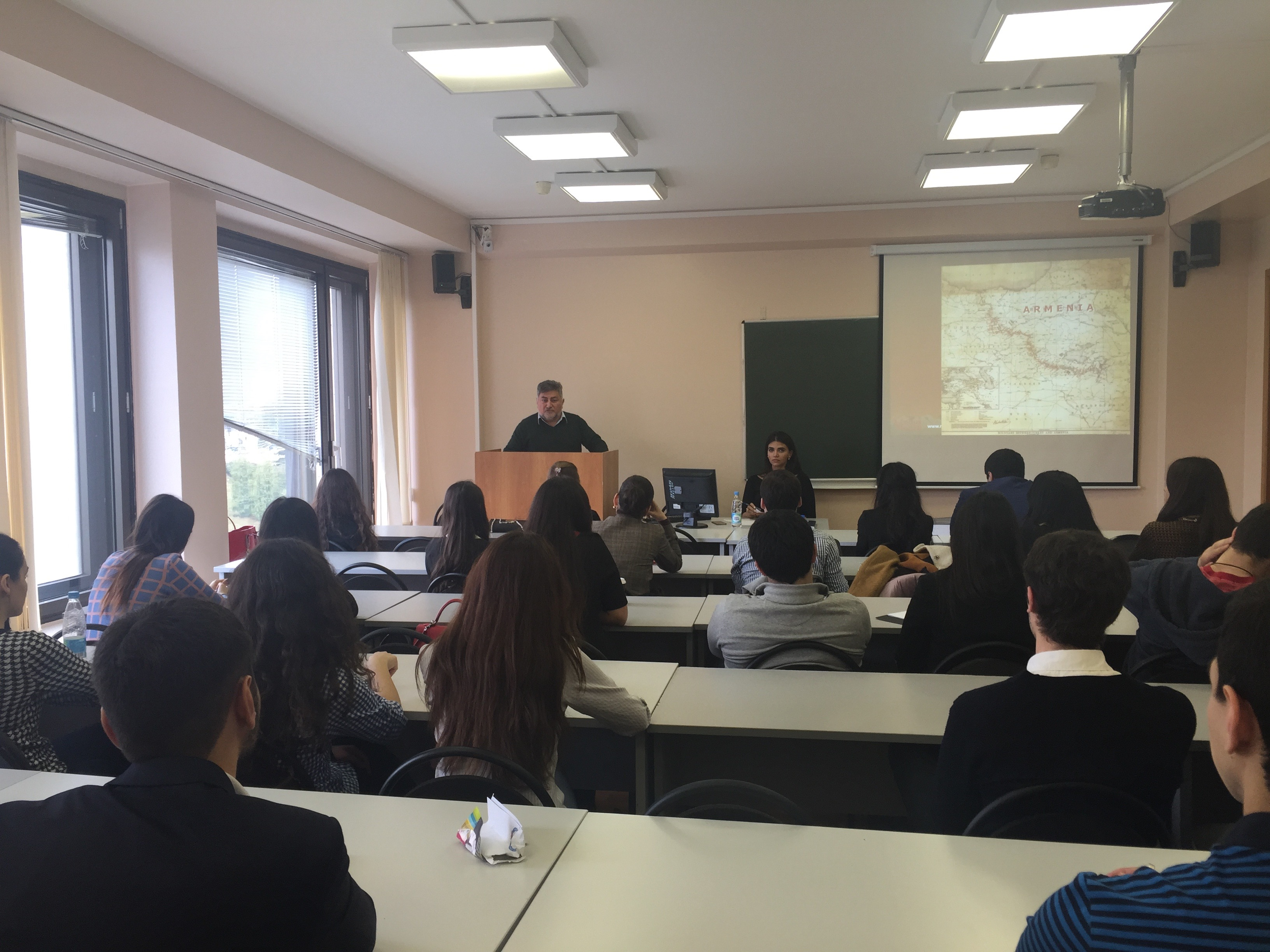